# Den horníků

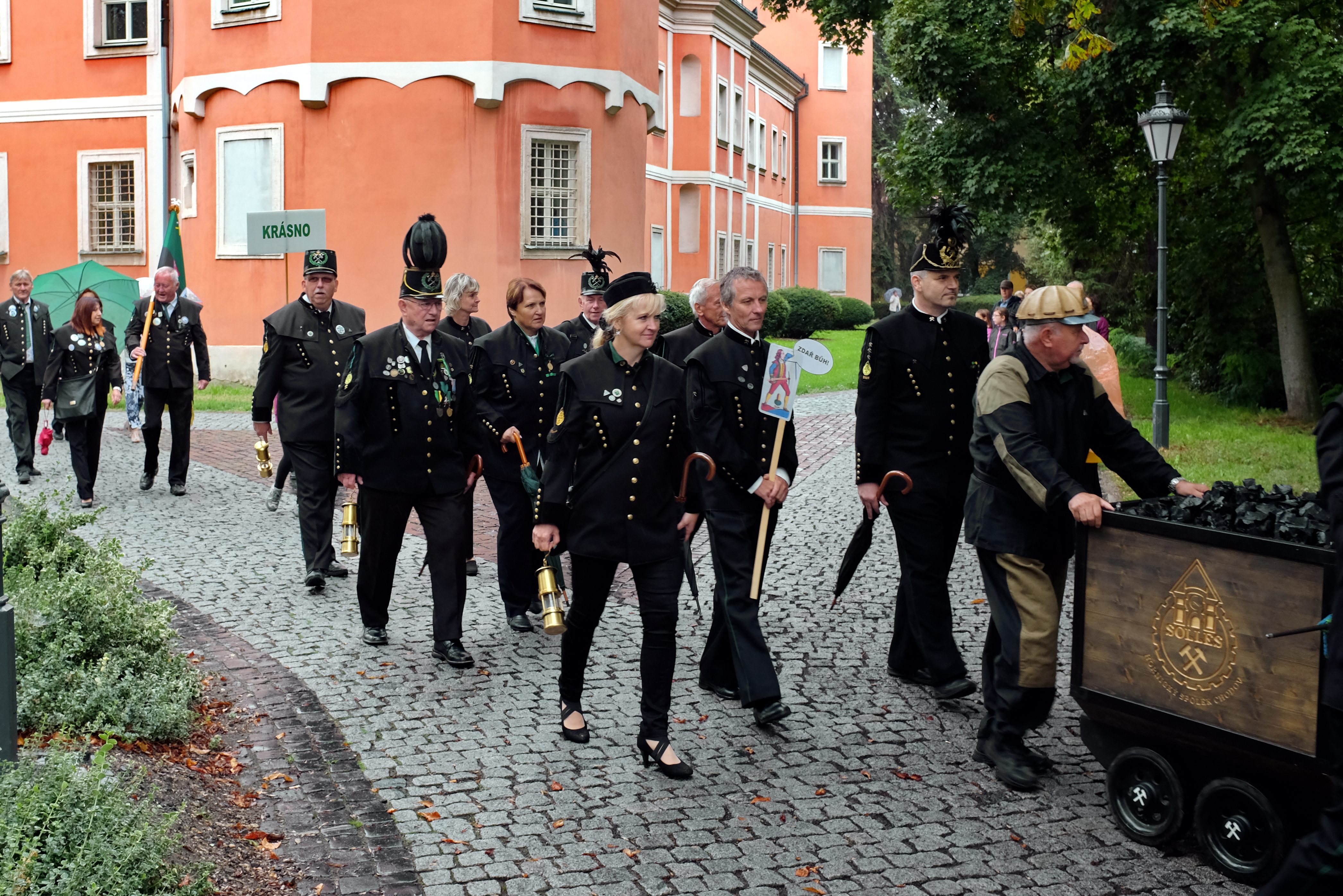
Průvod při oslavě Dne horníků v Sokolově roku 2019.

Den horníků je svátek k uctění těžké a nebezpečné práce při dolování podzemního bohatství, připadající na 9. září. 
V minulosti se havířské svátky slavily v souvilosti s patrony, kteří je měli chránit při práci. To byli v českém prostředí svatý Prokop (4. července) a svatá Barbora (4. prosince). V roce 1949 byl poprvé stanoven tento svátek na 9. září u příležitosti 700. výročí vydání Jihlavského horního řádu. Ten byl nejstarším sepsaným souborem hornických norem v Evropě a na světě, původně stanovoval pravidla pro dolování rud na Jihlavsku, postupně byl doplňován dalšími normami a rozšířil se na celé České království i do dalších zemí.
V socialistickém Československu byl Den horníků, později Den horníků a energetiků celostátně slaven v souvislosti s kultem horníka jako budovatele socialismu, předávaly se při té příležitosti pracovní vyznamenání a peněžité odměny. Také po roce 1989 zůstaly v hornických regionech oslavy v různé formě pochodů či slavností zachovány.